# Giuseppe Maria Bozzi
Giuseppe Maria Bozzi (Rosate, 6 gennaio 1772 – Mantova, 14 dicembre 1833) è stato un vescovo cattolico italiano.

## Biografia
Giuseppe Maria Bozzi nacque a Rosate nel 1772. Il padre, Giovanni Antonio, aveva una fattoria a Rosate e nel 1767 aveva sposato Maddalena Belloni, dalla vicina città di Casorate. Entrò in seminario a Milano e all'età di 23 anni era diacono e si laureò in Teologia Morale presso l'Università di Pavia. Esercitò il suo ministero nel convento milanese di Sant'Eustorgio, nel collegio dei oblati di Rho e come prevosto nella chiesa parrocchiale della sua nativa Rosate.
Fu ordinato sacerdote il 10 gennaio 1796. Nel 1802 fu nominato parroco della chiesa di Santa Maria Nuova di Abbiategrasso. Vi rimase fino al 1816, quando fu nominato prevosto di Casorate Primo.

### Episcopato
Nel 1823 fu nominato vescovo di Mantova. La sede era vacante da quindici anni. A quel tempo Mantova faceva parte del Regno Lombardo-Veneto (a sua volta parte dell'Impero austriaco). L'imperatore Francesco II d'Austria lo scelse e fu consacrato dal futuro papa Pio VIII. Fu "preceduto da una grande reputazione per qualità spirituali e per la dottrina", come affermato in un rapporto del tempo. Intraprese una visita pastorale della sua diocesi. Trasferì la residenza del vescovo a Palazzo Bianchi e trasformò il vecchio episcopio in seminario.
Nel 1828 si ammalò e l'anno successivo non era più in grado di governare la diocesi. Morì il 14 dicembre 1833, senza aver recuperato. Fu sepolto nel coro della cattedrale.

## Genealogia episcopale
La genealogia episcopale è:
- Cardinale Scipione Rebiba
- Cardinale Giulio Antonio Santori
- Cardinale Girolamo Bernerio, O.P.
- Arcivescovo Galeazzo Sanvitale
- Cardinale Ludovico Ludovisi
- Cardinale Luigi Caetani
- Cardinale Ulderico Carpegna
- Cardinale Paluzzo Paluzzi Altieri degli Albertoni
- Papa Benedetto XIII
- Papa Benedetto XIV
- Cardinale Enrico Enriquez
- Arcivescovo Manuel Quintano Bonifaz
- Cardinale Buenaventura Córdoba Espinosa de la Cerda
- Cardinale Giuseppe Maria Doria Pamphilj
- Papa Pio VIII
- Vescovo Giuseppe Maria Bozzi